# جیووانولا
جیووانولا (انگلیسی: Giovanola) شرکت تولید صنعتی سوئیسی بود، که در سال ۱۸۸۸ توسط جوزف جووانولا تأسیس شد.